# Weltcup im Wasserspringen 2018
Der 21. Weltcup im Wasserspringen war eine von der FINA veranstaltete Wettkampfserie im Wasserspringen, die vom 4. bis zum 10. Juni 2018 im chinesischen Wuhan stattfand. Damit war China zum siebten Mal Gastgeber des Weltcups. Austragungsort war das Natatorium des 2002 eröffneten Wuhan-Sports-Center-Stadions, in dem zuvor beispielsweise die Fußball-Weltmeisterschaft der Frauen 2007 ausgetragen wurde. Die Athleten traten in elf Wettkampfkategorien gegeneinander an: So gab es jeweils ein Einzel- und Synchronspringen vom 3-Meter-Sprungbrett („Kunstspringen“) und von der 10-Meter-Plattform („Turmspringen“) bei Frauen und Männern getrennt sowie mit gemischten Geschlechtern. Darüber hinaus wurde die im Weltcup 2014 ( Shanghai) eingeführte Zusatzkategorie des gemischten Teamwettbewerbs wiederholt. Erfolgreichste Mannschaft war erneut das Team aus China, das sämtliche 11 Gold- und zusätzlich 4 Silbermedaillen gewann.

## Zeitplan
Der Zeitplan des Weltcups war wie folgt gestaltet (alle Zeitangaben nach lokaler Zeitrechnung CST):
Montag, 4. Juni 2018
- 16:40 – Finale im 10 Meter Synchronspringen (Gemischt)
- 18:50 – Finale im Team Event (Gemischt)

Dienstag, 5. Juni 2018
- 10:00 – Vorentscheid im 3 Meter Synchronspringen
- 15:00 – Vorentscheid im 10 Meter Turmspringen der Frauen
- 18:05 – Finale im 3 Meter Synchronspringen der Männer

Mittwoch, 6. Juni 2018
- 10:00 – Halbfinale im 10 Meter Turmspringen der Frauen
- 14:30 – Vorentscheid im 3 Meter Kunstspringen der Männer
- 18:20 – Finale im 10 Meter Turmspringen der Frauen

Donnerstag, 7. Juni 2018
- 10:00 – Halbfinale im 3 Meter Kunstspringen der Männer
- 14:30 – Vorentscheid im 10 Meter der Synchronspringen der Frauen
- 16:30 – Finale im 3 Meter Kunstspringen der Männer
- 18:20 – Finale im 10 Meter Synchronspringen der Frauen

Freitag, 8. Juni 2018
- 10:00 – Vorentscheid im 10 Meter der Synchronspringen der Männer
- 15:00 – Vorentscheid im 3 Meter Kunstspringen der Frauen
- 19:30 – Finale im 10 Meter Synchronspringen der Männer

Samstag, 9. Juni 2018
- 10:00 – Halbfinale im 3 Meter Kunstspringen der Frauen
- 13:15 – Vorentscheid im 10 Meter Turmspringen der Männer
- 16:40 – Finale im 3 Meter Synchronspringen (Gemischt)
- 19:50 – Finale im 3 Meter Kunstspringen der Frauen

Sonntag, 10. Juni 2018
- 10:00 – Halbfinale im 10 Meter Turmspringen der Männer
- 14:30 – Vorentscheid im 3 Meter Synchronspringen der Frauen
- 16:30 – Finale im 10 Meter Turmspringen der Männer
- 19:50 – Finale im 3 Meter Synchronspringen der Frauen

## Medaillenspiegel
| Rang   | Land                   | Gold | Silber | Bronze | Gesamt |
| ------ | ---------------------- | ---- | ------ | ------ | ------ |
| 1      | Volksrepublik China    | 11   | 4      | 0      | 15     |
| 2      | Kanada                 | 0    | 2      | 2      | 4      |
| 3      | Vereinigtes Königreich | 0    | 1      | 2      | 3      |
| 4      | Russland               | 0    | 1      | 1      | 2      |
| 5      | Italien                | 0    | 1      | 0      | 1      |
| = 5    | Nordkorea              | 0    | 1      | 0      | 1      |
| = 5    | Ukraine                | 0    | 1      | 0      | 1      |
| 8      | Australien             | 0    | 0      | 2      | 2      |
| = 8    | Vereinigte Staaten     | 0    | 0      | 2      | 2      |
| 10     | Malaysia               | 0    | 0      | 1      | 1      |
| = 10   | Mexiko                 | 0    | 0      | 1      | 1      |
| Gesamt | Gesamt                 | 11   | 11     | 11     | 33     |

| Event                                 | Gold                     | Gold   | Silber                                 | Silber | Bronze                           | Bronze |
| ------------------------------------- | ------------------------ | ------ | -------------------------------------- | ------ | -------------------------------- | ------ |
| 3-Meter-Brett Einzel, Frauen          | Shi Tingmao              | 404,70 | Wang Han                               | 383,55 | Pamela Ware                      | 348,75 |
| 3-Meter-Brett Synchron, Frauen        | Shi Tingmao Chang Yani   | 334,80 | Jennifer Abel Mélissa Citrini-Beaulieu | 302,04 | Anabelle Smith Esther Qin        | 290,10 |
| 3-Meter-Brett Einzel, Männer          | Xie Siyi                 | 557,60 | Cao Yuan                               | 544,60 | Jack Laugher                     | 515,00 |
| 3-Meter-Brett Synchron, Männer        | Xie Siyi Cao Yuan        | 448,74 | Jack Laugher Chris Mears               | 440,64 | Jahir Ocampo Rommel Pacheco      | 435,72 |
| 3-Meter-Brett Synchron, Gemischt      | ♀ Wang Han ♂ Li Zheng    | 337,95 | ♀ Elena Bertocchi ♂ Maicol Verzotto    | 303,90 | ♂ Ross Haslam ♀ Grace Reid       | 302,64 |
| 10-Meter-Plattform Einzel, Frauen     | Zhang Jiaqi              | 427,30 | Ren Qian                               | 403,85 | Pandelela Pamg                   | 349,15 |
| 10-Meter-Plattform Synchron, Frauen   | Zhang Jiaqi Zhang Minjie | 366,12 | Kim Kuang Hui Kim Mi Hwa               | 328,98 | Meaghan Benfeito Caeli McKay     | 324,42 |
| 10-Meter-Plattform Einzel, Männer     | Chen Aisen               | 557,80 | Yang Jian                              | 537,40 | David Dinsmore                   | 489,80 |
| 10-Meter-Plattform Synchron, Männer   | Yang Hao Chen Aisen      | 491,73 | Aleksandr Belevtsev Nikita Schleicher  | 427,20 | Declan Stacey Domonic Bedggood   | 409,59 |
| 10-Meter-Plattform Synchron, Gemischt | ♂ Lian Junjie ♀ Si Yajie | 353,31 | ♀ Caell McKay ♂ Vincent Riendeau       | 301,20 | ♀ Valeriia Belova ♂ Sergey Nazin | 299,88 |
| Team-Event Gemischt                   | ♂ Qiu Bo ♀ Chen Yiwen    | 406,20 | ♂ Oleh Kolodij ♀ Sofiia Lyskun         | 388,90 | ♂ David Dinsmore ♀ Krysta Palmer | 374,65 |